# Acanthodaphne abbreviata
Acanthodaphne abbreviata é uma espécie de gastrópode do gênero Acanthodaphne, pertencente a família Raphitomidae.